# 藓生龙胆
藓生龙胆（学名：Gentiana muscicola）为龙胆科龙胆属的植物。分布于缅甸以及中国大陆的云南、西藏等地，生长于海拔2,700米至3,200米的地区，多生于山坡石林下或岩石上苔藓丛中，目前尚未由人工引种栽培。